# Тан-Рухуратир
Тан-Рухуратир — царь древнего Элама из династии Симашки, правивший приблизительно в 1945—1925 годах до н. э. Сын Идатту I. В то время как его отец был правителем Элама, Тан-Рухуратир в соответствии с традицией был назначен правителем Суз. Там он развернул оживлённую строительную деятельность. Построил новую опоясывающую стену; надстроил храм Иншушинака. Он был женат на Мекуби, дочери правителя Эшнунны Билаламы.
| Династия Симашки         |                                          |                     |
| Предшественник: Идатту I | царь Элама 2-я половина XX века до н. э. | Преемник: Идатту II |